# オーロラの街
『オーロラの街』（オーロラのまち）は、山本おさむによる日本の漫画。『ビッグコミック』にて1998年から1999年まで連載した。

## 概要
物語の舞台は昭和30年代。

## あらすじ

### 第1話「マーブルチョコ」
小学4年生の中村幸子は、憂鬱な思いで学校に登校する。この日は給食当番の交代の日でエプロンを糊付けとアイロン掛けをするべきであったのだが、母が糊付け＆アイロン掛けを忘れており、仕方なくそのまま登校する事になった。担任の広田先生に糊付け＆アイロン掛けをしていない事を見抜かれて居た所に、女子生徒の久保が遅れて登校してくる。久保は家が貧しく、不潔な印象からクラス内でいじめられていた。幸子は学校を休んだ久保に給食のパンと学校の手紙を届けに行った際に学校へ行く事をすすめるが、久保は自身がクラスで疎まれている事を理由に断るが、幸子は「私は久保さんを待っているから」と言い、2人は友人になるが･･･

#### 登場人物
中村幸子
主人公。玉ヶ鼻小学校の四年二組に在籍する。優しい性格だが、要領が悪く学校の成績も良くない事からクラスでいじめられていた。実家はネジや金具を製造する町工場「中村制作所」を営む。久保の家庭ほどではないものの、家庭の経済状況は厳しい様子。
久保
幸子のクラスメイト。家が貧しく、不潔な印象からクラス内(主に男子生徒達から)いじめられている。実家は野菜の出店を営んでいる。久保は店の手伝いと下のきょうだいの世話をしているため、学校を遅刻したり欠席する事が多いが、学校側はその事を把握していない。
瀬崎玲子
幸子のクラスメイト。学級委員。彼女が給食当番のエプロンを糊付け＆アイロン掛けして持って来た事から、エプロンの糊付け＆アイロン掛けをする事がクラスの決まりになってしまった。
広田先生
幸子や久保たちが在籍するクラスの担任をしている女性教諭。潔癖症かつヒステリックな性格。但し、久保が駄菓子屋で盗みを働き警察に保護された事を知った幸子がショックを受けていた時には優しく接していた。
- 久保の母

小学生の娘(久保)に店の手伝いや下のきょうだい達の世話をさせて、彼女が学校行く事はあまり快く思っていない。当初、久保は母親の事について「あの人は実の母親ではなく、本当のお母さんは事情があって遠くで暮らしている」「本当のお母さんはお小遣いを私にこっそり送ってくれている」と幸子に語っていたが、これは全て久保の作り話であり、久保は盗みを働いてお金やマーブルチョコレートを盗んでいた。

### 第2話「ひふみと喜市」

#### 登場人物
ひふみ
喜市の恋人。理髪店で働いている。
喜市
工場の旋盤工。

### 第3話「6月のグローブ」

#### 登場人物
純
野球が好きな元気な少年。
満
純の弟。
- 純と満の母

保険の外交をしている。